# II. Lajos magyar király
II. Lajos (Buda, 1506. július 1. – Mohács, 1526. augusztus 29.) Magyarország és Csehország királya 1516 és 1526 között. A Jagelló-házi II. Ulászló király és Candale-i Anna királyné fia. Már 1508-tól magyar, 1509-től pedig cseh kiskorú király. Az 1526-os mohácsi csatában halt meg. Ezt az évszámot tekintjük a magyar középkor végének, tehát II. Lajos az utolsó középkori magyar király.

## Élete

### Születésének körülményei
II. Ulászló várva várt fiú örököse nagy nehézségek és szenvedések árán született csak meg. Már a királyné várandóssága sem volt olyan zökkenőmentes, mint a korábbi, hiszen gyakran kényszerült ágyban maradni, annyira gyenge volt testileg, amit egykorú velencei leírások is megerősítenek. Lajos koraszülötten jött a világra. Csak úgy tudták életben tartani, hogy frissen leölt disznók felhasított gyomrába helyezték, így tartva stabilan a hőmérsékletét. Ez volt Lajos herceg inkubátora, így a korabeli orvostudomány zseniális leleményének és II. Ulászló kiváló orvosainak köszönhető, hogy fia életben maradt. Édesanyját, Candale-i Annát azonban nem tudták megmenteni: ő három héttel a szülés után gyermekágyi lázban meghalt.

### Trónra lépésének előzményei

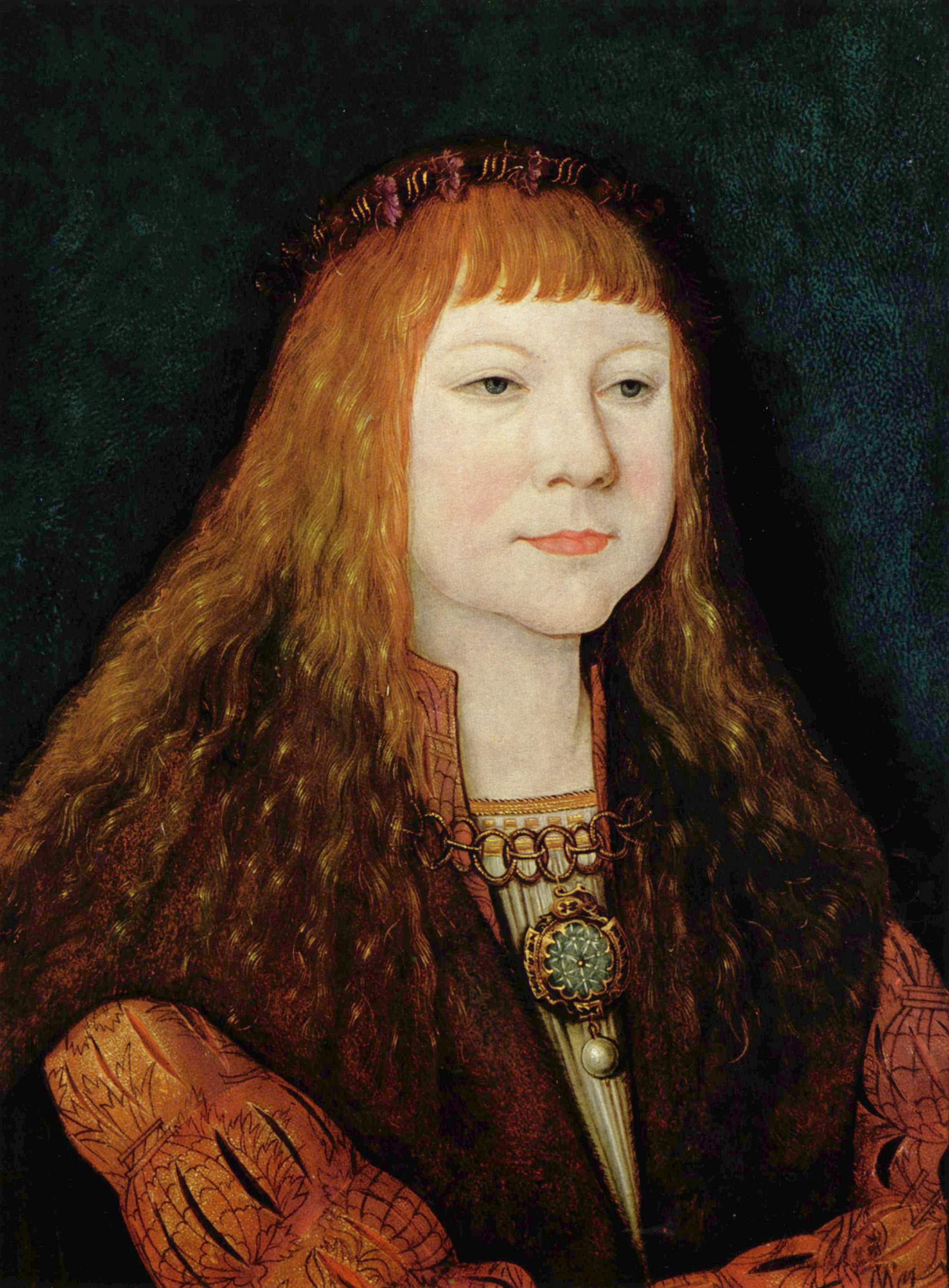
Bernhard Strigel: II. Lajos portréja (1515 körül)

Lajos volt a harmadik és egyben utolsó magyar király a Jagelló-házból. Édesapja II. Ulászló király (1456–1516), édesanyja Foix-i Anna (Anne de Foix), Candale grófnéja (1484–1506), nővére Anna hercegnő volt, aki I. Ferdinándhoz ment feleségül.
Lajos értelmes gyermek volt. Apja gondos nevelést akart biztosítani fia számára, ezért (a kor két jelentős költője) előbb Girolamo Balbi (Balbus Jeromos), majd Piso Jakab tanította. A cseh nyelvre Dětřich vyšehradi prépost tanította meg. Hat nyelven beszélt folyékonyan: magyarul, latinul, csehül, lengyelül, németül és franciául és értett olaszul is. A fegyverforgatás rejtelmeibe unokatestvére, Brandenburgi György vezette be, aki emellett a mulatozó életmódra is megtanította. Lajos így nemcsak kiváló vívó, hanem jó táncos is lett, aki szerette a lakomákat és a vadászatokat.
Apja, hogy biztosítsa egyetlen fia számára a koronát, már 1508. június 4-én Székesfehérvárott magyar királlyá és 1509. május 11-én, Prágában cseh királlyá koronáztatta. Így apja halálakor gond nélkül foglalhatta el a trónt az akkor 10 éves fiú.
A Habsburg–Jagelló házassági szerződés értelmében 1515 nyarán lengyel kezdeményezésre létrejött a bécsi találkozó II. Ulászló magyar király, Jagelló Zsigmond lengyel király, és Habsburg Miksa német-római császár között. Magának a találkozónak a költségeit az augsburgi Fuggerek állták, és Bécsben a bankárház feje, Jakab is személyesen megjelent. Ennek oka az volt, hogy az 1514-es országgyűlési végzések a Fuggerek érdekeivel ellentétes rendelkezéseket tartalmaztak.
A bécsi találkozón a három uralkodó elhatározta a még gyermek Lajos házasságát Habsburg Máriával, Miksa császár unokájával, Ferdinánd kiskorú húgával. Ugyanakkor megállapodtak abban is, hogy Ulászló halála esetén Lajos gyámja Miksa és Zsigmond lesz. Miksa emellett fiává fogadta Lajost.

### Uralkodása

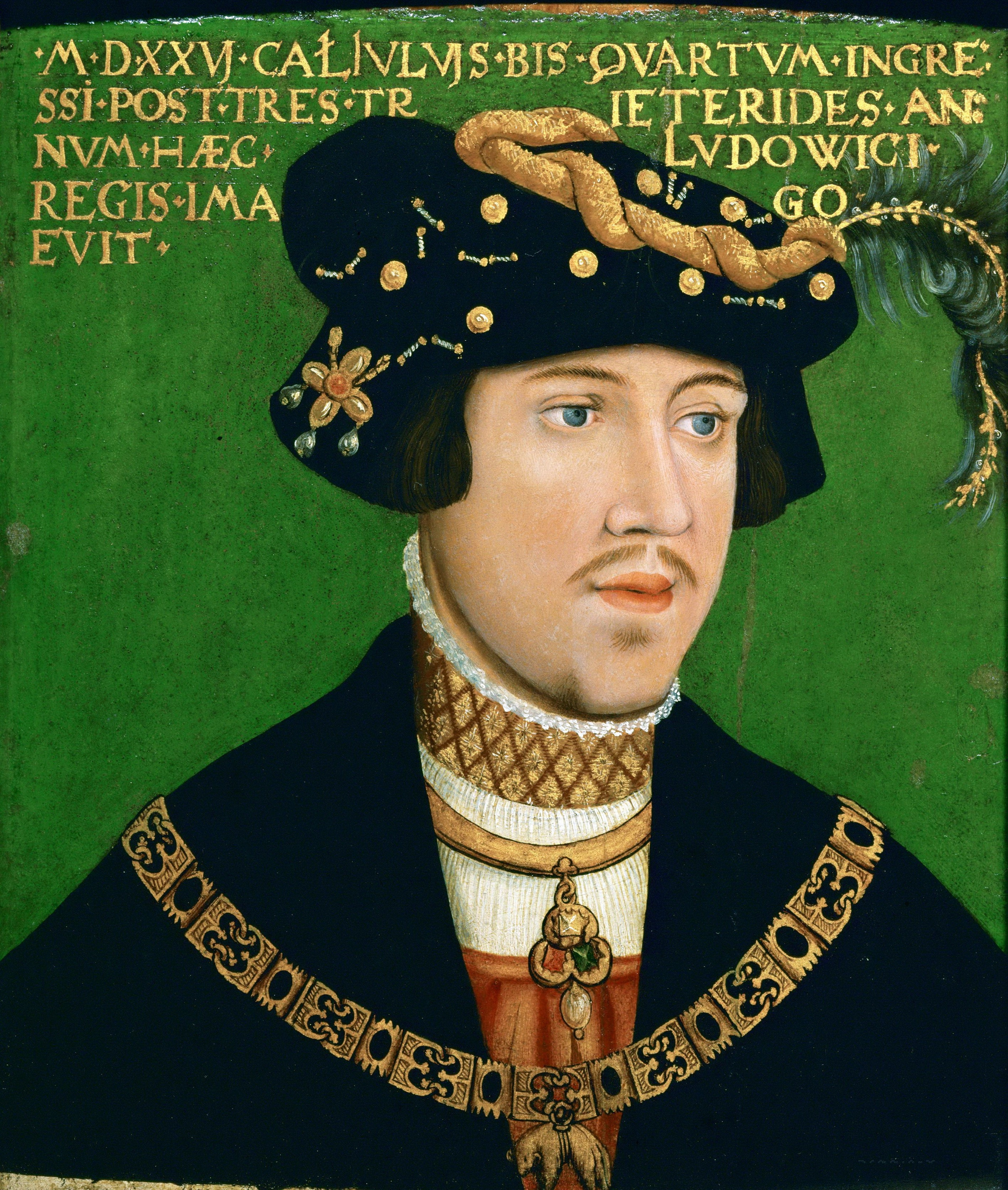
II. Lajos Hans Krell mellképén

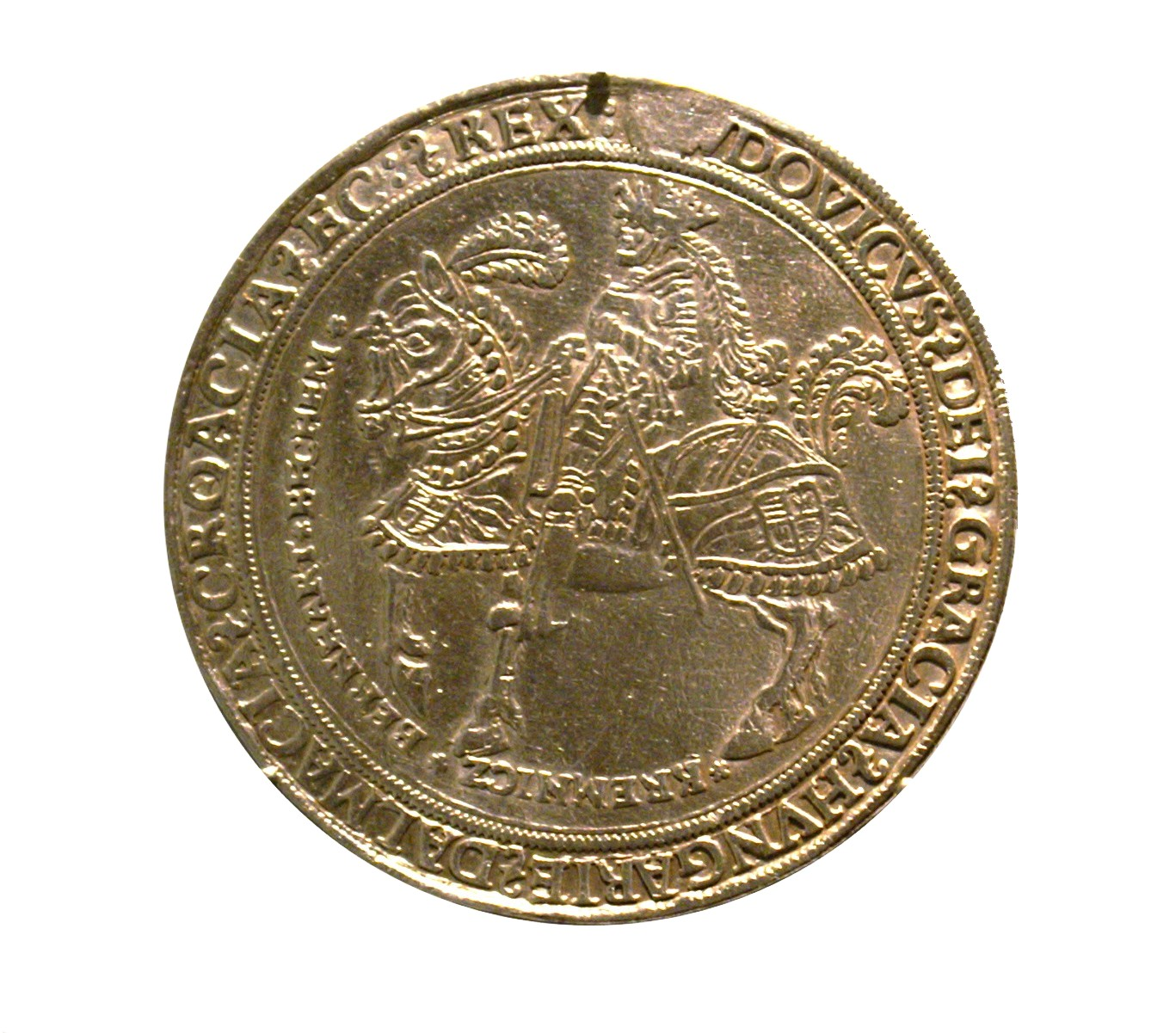
II. Lajost ábrázoló tallér

1516. március 13-án, két évvel a Dózsa György vezette parasztfelkelés elfojtása után – hatvanesztendős korában – meghalt II. Ulászló. Habár a magyar nemesség az 1505-ös rákosi végzés alapján úgy határozott, hogy többé nem választ meg királynak mást, mint magyar embert, Ulászló fia megörökölhette a trónt. A 10 éves Lajost az áprilisi országgyűlés nagykorúvá nyilvánította és megkoronázta. Felmerült a kérdés, hogy ki kormányozzon a kiskorú király helyett, és újfent pártszakadásba torkollott. Az egyik fél úgy kívánta, hogy a lengyel király és az osztrák főherceg legyen Lajos gyámja. Ezzel szemben a nemzeti párt - hivatkozva egy 1486. évi törvényre és Ulászló Lajos megkoronázásakor tett ígéretére, miszerint a gyermekkirály gyámságát nem bízza idegen uralkodóra - a nádort akarta gyámnak, majd kormányzóságot kívánt felállítani Szapolyaival az élen. Végül a két frakció kompromisszumot kötött: a királyt nagykorúnak tekintik, de helyette az ügyeket a királyi tanács intézi.
A tanács 28 tagját (hat főpap és hat országnagy, mellettük 16 köznemes, akik két csoportban fél-félig tartózkodtak az udvarban) évente újraválasztották.
Öröksége egy kiürült kincstár és egy pártküzdelmektől megosztott ország volt. A koronázási esküt 1521. december 11-én tette le. Nevelőjét Báthori Istvánt, a későbbi nádort, Brandenburgi György német őrgróf váltotta fel, aki erkölcsileg kifogásolható példát mutatott az uralkodónak. Az ország urai a kamasz Lajos trónra lépése után is viszálykodtak, pedig erős központi hatalomra lett volna nagy szükség. Lajos tehetségesnek mutatkozott, a tanács és a törvényszék ülésein elnökölt, remekül vezette a tárgyalásokat. Az olasz humanista Girolamo Balbinak köszönhetően tanulni vágyó és tettrekész ifjúvá serdült.
1519. január 12-én meghalt Miksa császár, akinek Lajos fogadott fia volt. Erre alapozva Werbőczy István nádor megpróbált közbenjárni a német birodalmi rendeknél, hogy Lajos legyen a német-római császár, de senki sem vette őt komolyan. (A könyvelések szerint 498 274 rajnai forintot és 46 krajcárt fizetett a választófejedelmeknek, mellékes kiadásai 350 000 rajnai forintot tettek ki, ebből valamennyi jutott magának Lajosnak, mint cseh választófejedelemnek is. A Fuggerek itt megint kitettek magukért, mert félmillió forinttal szálltak be a császárválasztásba, cserébe saját  politikai befolyásukért.) Valójában Lajosnak esélye sem lett volna a cím megszerzésére Kasztíliával vagy Franciaországgal szemben. Velence a török elleni támogatást megígérte, de arra nem adott biztosítékot, hogy a császári trón megszerzésében segíti a magyar királyt. Habár a pápa tartott a Habsburg és Valois jelölttől, mert félt attól, hogy e két hatalom felőrli Itáliát, ezért támogathatta volna Lajost is, hogy Magyarország, Hispánia (Kasztília és Aragónia) és Franciaország ellen segítse. Végül I. János Frigyes szász választóra esett választása, ám János Frigyes alulmaradt V. Károllyal szemben.
A törökök 1521-ben bevették a legfontosabb magyar végvárat, Nándorfehérvárt, amelynek parancsnoka Enyingi Török Bálint gyakorlatilag megszökött. Nándorfehérvár eleste után 1523-ban Szávaszentdemeternél Tomori Pál még győzelmet aratott a törökök felett, de mivel nem volt pénz a hadi kiadásokra, a határok tartós védelmét nem lehetett hatékonyan biztosítani.
Közben Székesfehérváron Mária megkoronázására készültek, ahol felvetődött a kérdés, hogy Lajos most tegye le az ország szabadságának megtartásáról szóló esküt, mert gyermekként azt nem tehette koronázása alkalmával. Egy rövid vita után Lajos belement ebbe és felesége megkoronázásával egy időben (december 8.) megtörtént eskütétele is.
1522 februárjától 1523 májusáig Lajos Csehországban tartózkodott, hogy rendezze az ottani ügyeket, és a törökök ellen harchoz segítséget szerezzen. 

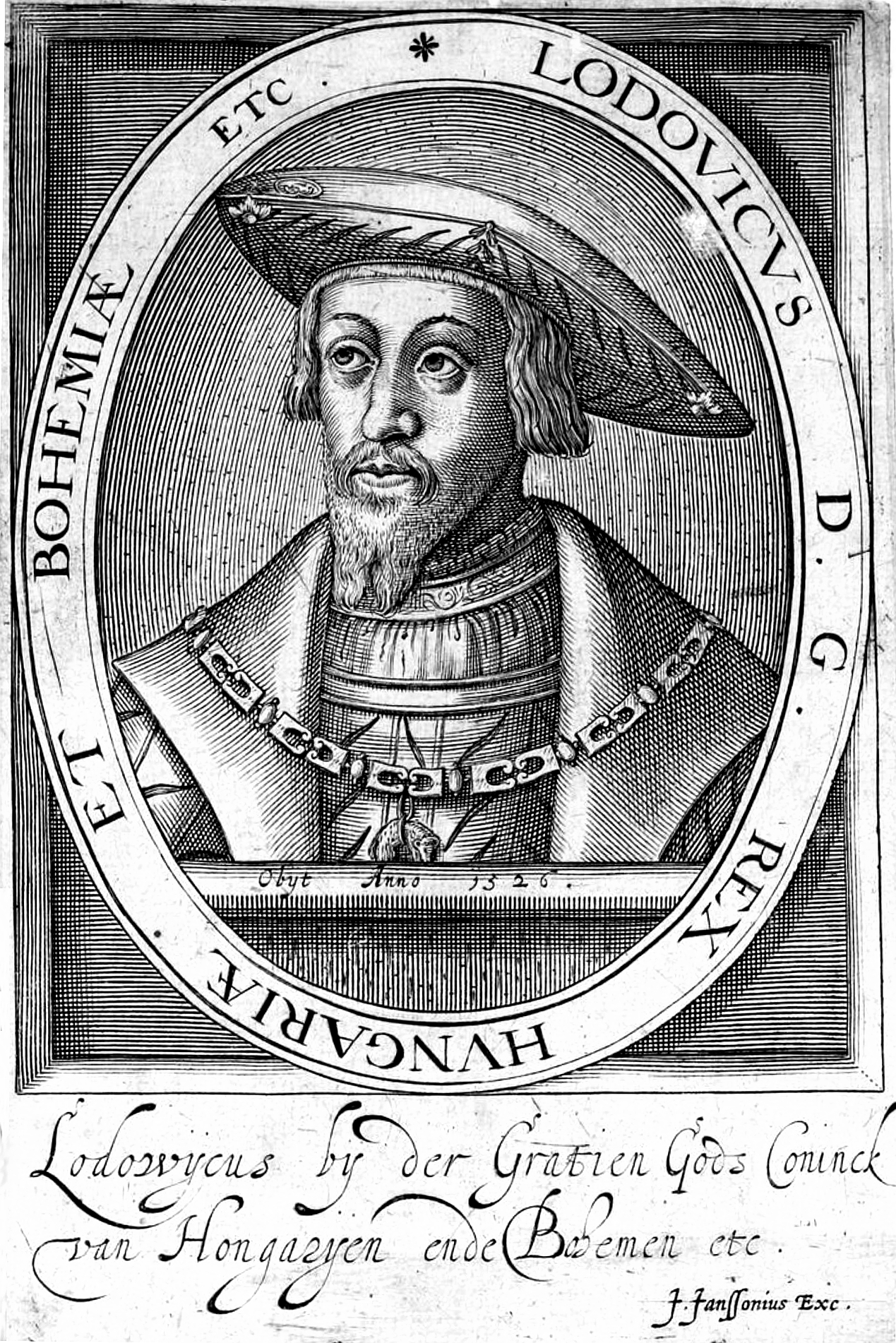
II. Lajos, Magyarország és Csehország királya

1523. május 4-én országgyűlést hívott össze Budára, ahol leváltotta Báthorit nádori méltóságáról, és Szapolyaitól visszakövetelte a királyi zálogbirtokokat. A német, főleg lutheránus befolyás erősödött az udvarban. A pápai követ egyenesen azt jelentette Rómába, hogy Magyarországot a németek kormányozzák.
1523. október–decemberben csúcstalálkozóra került sor Bécsújhelyen II. Lajos király, Ferdinánd főherceg, Krzysztof Szydłowiecki lengyel kancellár, a cseh főurak, és a pápai, valamint a moldvai követek között. Megtárgyalták azokat az erkölcsi kifogásokat is, amelyek Lajos király magatartására vonatkoztak. Felrótták neki például, hogy kamarásai előtt meztelenül mutatkozik, emellett tékozlóan és könnyelműen költekezik, és súlyos felelősség terheli személyes tekintélyének csökkenéséért.
Az 1525. május 7-ei országgyűlésen a rendek követelték Lajostól a Fuggerek kiűzését, mert azok az "ország kincseit kimerítik és kiviszik", de Szerencsés Imre alkincstárnok leváltását is. Ezek a követelések, a királyné közbelépése miatt is, végül nem valósultak meg, sőt az 1525. július 3-ai hatvani országgyűlés (amelynek végzéseit a király később nem volt hajlandó szentesíteni) már rehabilitálta Szerencsés Imrét.
A Fugger család – válaszul arra, hogy a király az általuk bérelt rézbányákat visszavette saját kezelésébe (mintegy államosította) – drasztikus eszközhöz folyamodott: pénzügyi blokádot vezetett be Magyarország ellen. Az általuk pénzelt Habsburg-uralkodó, aki el volt adósodva a Fuggereknek, nem tudott megfelelő segítséget nyújtani sógorának, a magyar királynak. A Fugger család éppen akkor, a „mohácsi csata előestéjén” tagadta meg az országtól a (pénzügyi–katonai) segítséget, amikor arra a legnagyobb szükség mutatkozott.
Az országban olyan pletykák kaptak szárnyra, hogy Szalkai bíboros, Mária királyné, Szapolyai János vajda és Werbőczy nádor megegyeztek, hogy „Lajost a másvilágra küldik uralkodni, János vajdát királlyá kiáltják ki, és Máriát nőül adják hozzá”, de történészek szerint e híresztelések alaptalanok voltak.
Tomori Pál már 1525 őszén értesült arról, hogy a következő évben a szultán seregeivel hadjáratot készít elő az ország ellen. Mégsem történt semmi a védelem megerősítésére. Így 1526 tavaszán, amikor a törökök csakugyan megindultak, sebtében kellett a magyar hadat összeszednie. Tomori javasolta, hogy a Száva, majd ennek átlépése után a Dráva mocsarainál állítsák meg az ellenséget, de ezzel elkéstek.

### Házassága

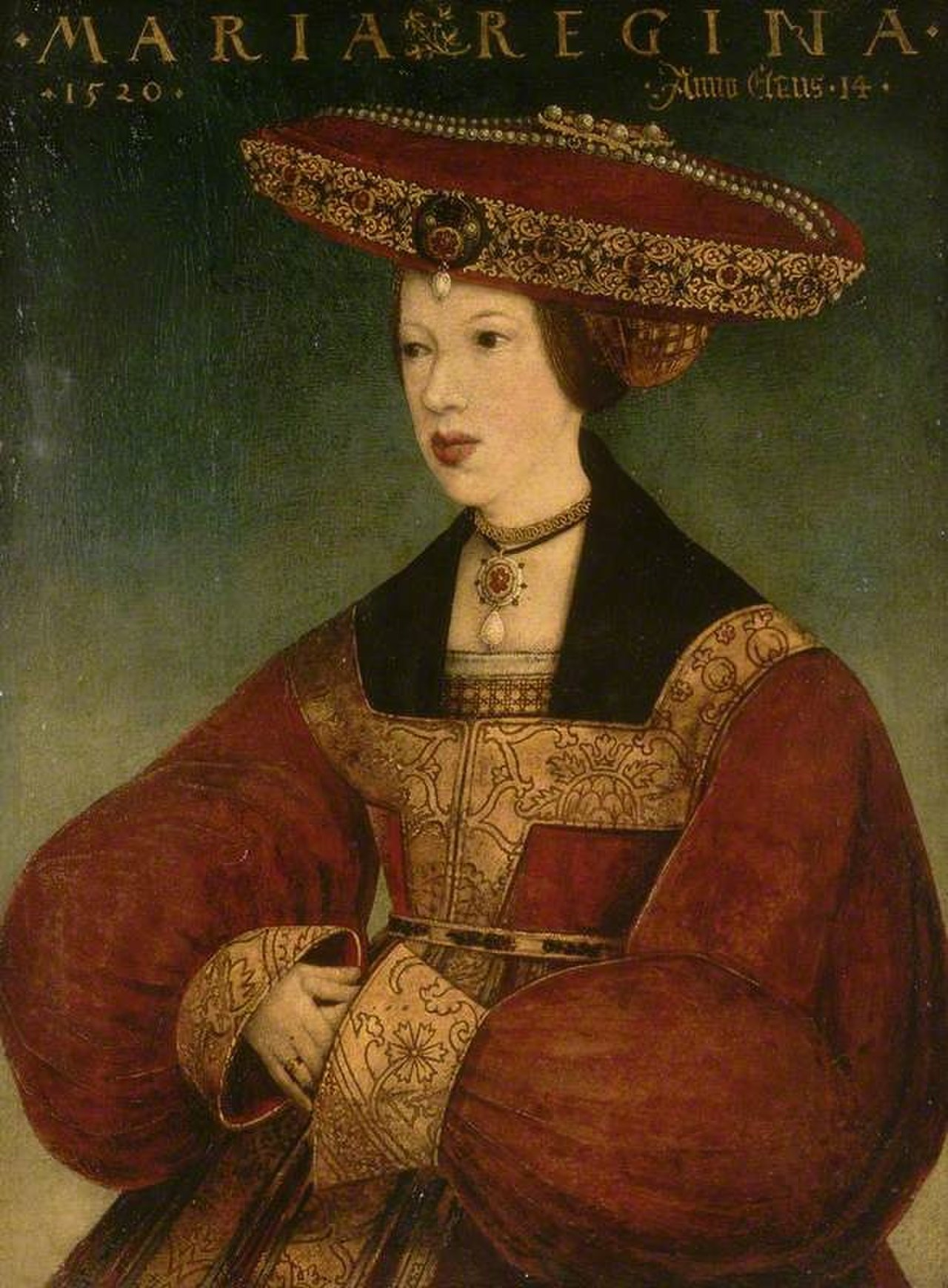
Habsburg Mária (1520)

1521. január 13-án feleségül vette V. Károly német-római császár és Habsburg Ferdinánd osztrák főherceg húgát, Habsburg Mária kasztíliai infánsnőt és ausztriai főhercegnőt (akivel már születése előtt eljegyezték). A házasságtól elsősorban a török elleni fegyveres és pénzbeli segítséget remélt. Reményében azonban csalatkoznia kellett. Ferdinánd ugyanis Ausztria anyagi erejét az I. Ferenc francia királlyal harcoló bátyja, V. Károly császár saját céljai elérése érdekében magának tartotta fenn.
1521 nyarán megérkezett Magyarországra Habsburg Mária, akit már a 9 éves Lajoshoz feleségül adtak fejedelmi gyámjai. Tényleges egybekelésükkor Lajos 16 éves, Mária 17. A fiatalok hamar egymásba szerettek. A későbbi történetírók úgy írták le az ifjú pár életét mint, akik semmivel sem törődtek, csupán az udvari mulatságok érdekelték őket. Az tény, hogy fényes mulatságokat rendeztek, de Mária erélyes kézzel állt ki férje mellett. Mária próbálta megerősíteni a központi hatalmat és a központi pártot, de ezek a törekvések megbuktak a rendek ellenállásán.
Egyébként Mária, akárcsak V. Károly és Ferdinánd osztrák főherceg, Miksa unokája volt. (Ferdinánd egy évvel később, 1521/22-ben lett az osztrák örökös tartományok kormányzója főhercegi címmel császári bátyja, V. Károly utasítására.)
A királyné udvartartásának költségeit is a kincstárnak kellett állni. A királyné legfőbb bizalmasa politikai téren a német Brandenburgi György őrgróf, pénzügyi téren a zsidó származású Szerencsés (Sneáor) Imre lett. (Szerencsés előtte Szalkai László bíboros, esztergomi érsek pénzügyeit intézte; Hispániából menekült zsidó család sarja volt, aki áttért a keresztény vallásra. Maga Szalkai keresztelte meg, keresztapja Perényi Ferenc váradi püspök volt, az 1519-ben elhunyt Perényi Imre nádor fia. Habsburg Máriával és az egri püspökkel együtt a Fuggerek, illetve ezek magyarországi képviselője, Thurzó Elek ellen lépett fel.) Mária katolikus volt.

### Halála

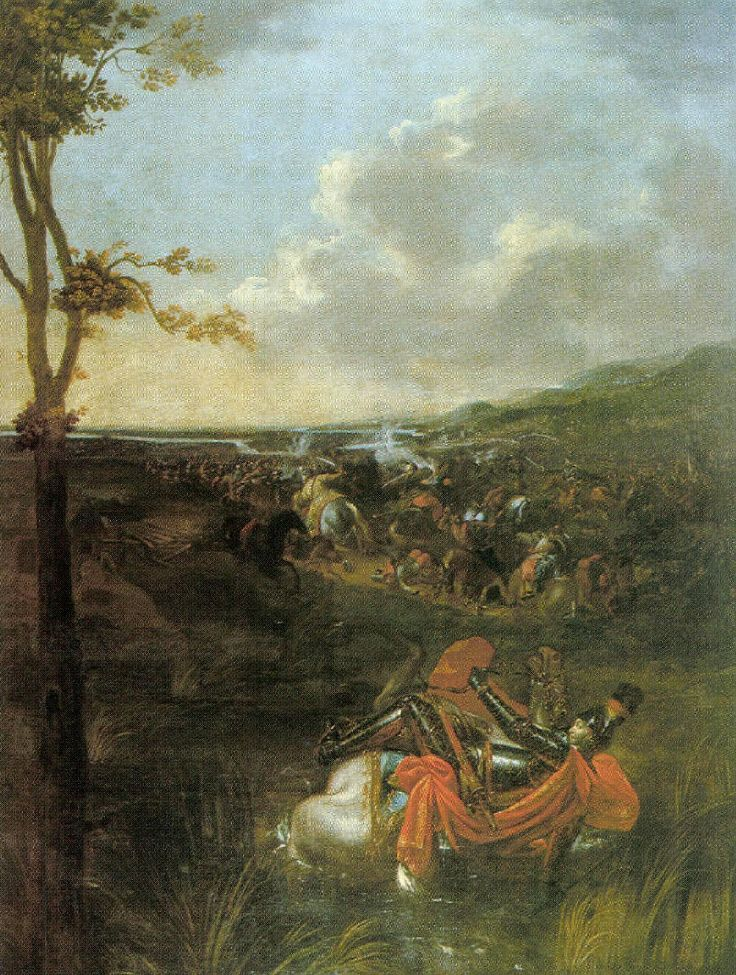
Id. Dorfmeister István: II. Lajos halála

Lajos király – mindössze 20 évesen, tehát komoly élettapasztalat nélküli uralkodóként – nagy bátorságról tett tanúbizonyságot, amikor felvállalta a csatát Mohácsnál a túlerőben lévő törökökkel szemben, 1526. augusztus 29-én. II. Lajos cseh és magyar király a mohácsi ütközetet követő menekülés során eltűnt. II. Lajos halála tisztázatlan. Még szeptember végén is vannak olyan szemtanúk, akik II. Lajost az élők közt tudják, és kósza hírek szállingóznak arról, hogy a király a másik országába, Csehországba igyekszik. Egyes állítások szerint a királyt meggyilkolták. A legelfogadottabb, hogy II. Lajos a mohácsi csata utáni menekülés során lovasbalesetet szenvedett, és lovával együtt valamilyen vizes közegben elmerült. A vesztes csata után a király menekülés közben állítólag a Csele-patakba fulladt. (Egyes tudósok ezt vitatják és a mai nagy Duna-ág helyén akkor folyt, mintegy 50 méter széles, kis Duna-ág iszapos partjára teszik Lajos halálát.)
Czettrich Ulrich, vagy Sebastian Ulrich von Czettritz die Burg Neuhaus (Szilézia, született 1490 körül – Adelsbach, 1541 (felesége később Barbara von Rottal, Habsburg Mária királyné udvarhölgye, I. Miksa német-római császár házasságon kívül leánya) cseh származású királyi kamarás, II. Lajos magyar, cseh és horvát király belső, bizalmas körének tagja a királlyal együtt menekült el a csatából, és szemtanúja volt a király halálának. A hírt ő vitte Mária királynénak és Brodarics István kancellár megbízásából, Sárffy Ferenccel együtt megkereste és azonosította a király holttestét valamikor 1526. október 10. és 16. között. (Sárffy Ferenc 1526. október 19-én tett jelentést Brodarics Istvánnak).
…És ebben a percben a király nem látszott a mi sorunkban, vagy azért, mert előrement azokba a sorokba, amelyek, mint mondtuk, előtte voltak (mert annak előtte úgy határoztatott, hogy a király ne álljon ugyanazon a helyen), vagy mert elragadták a hadból azok, akikről mondtuk, hogy a háta mögött helyezkedtek el, hiszen mindkettő megtörténhetett. Akadnak, akik azt mondják, hogy saját oszlopának első soraiig előretörve egészen a legelsőkig nyomult, és ott hősiesen küzdött az ellenséggel, amit én sem megerősíteni, sem kereken cáfolni nem merészkedem. Azt az egyet biztosan tudom, hogy sorunkból és helyéről hiányzott akkor, amikor az ellenséges ágyúk dörögni kezdtek, és amikor a jobbszárnyon megkezdődött a futás. Másodjára észrevettük, hogy ugyanabból a sorból és csaknem ugyanazon percben, mint a király, hiányzott az esztergomi érsek és néhányan a király szomszédságából.…
Csehországban Voldřich Četrys néven ismert az a személy, aki 1526 október közepén II. Lajos király agnoszkálását vezette. A cseh lovag-kamarás nevét németesen Sebastian Ulrich von Czettritz (die Burg) Neuhaus lovag-kamarásnak, Cettrich-nek, Zekrzyck-nek stb. említi a magyar történettudomány. Egy cseh származású úr, Anton Vodička – aki a velenceiek kémeként Antonio Boemo álnéven írt jelentéseket – leírása szerint 1526. augusztus 29-én „a király néhány főpappal és úrral szintén menekülésre fogta, mikor látta, hogy már mindenki elmenekült. Egy Báta nevű helyre érve a király át akart gázolni egy mocsáron, Czettritz nevű kamarásának példáját követve, de mivel túl nehéz fegyverzetben ült egy páncélozott lovon, Trepka udvarmesterrel és másokkal együtt a mocsárba süllyedt, és ott lelte halálát. […] A királyné elküldte kamarását, Czettritzet, hogy keresse meg a királyt azon a helyen, ahol elsüllyedt a mocsárban. A vízben találta meg, még a fegyverzete is ott volt mellette, amit valaki leszedett róla. Egy kis gyűrűt is talált, amit a királyné ajándékozott urának. A bőrt lenyúzva húzta le ujjáról a gyűrűt, levágott szakállát egy kendőbe tette, és megmutatta a királynénak. A király testén nem talált sebet.”
Habsburg Mária királyné a Pozsonyban bemutatott bizonyítékokat követően parancsot adott Czettritz kamarásnak, hogy II. Lajos holttestét emelje ki a talajból, és szállítsa Székesfehérvárra, a magyar királyok temetkezési helyére. Egyúttal a királyné utasította Sárffy Ferenc győri prefektust, hogy adjon a cseh kamarás mellé 12 lovas katonát. Mária királyné 12 katonát kért Sárffy Ferenc győri udvarbíró-kanonoktól Czettritz kíséretére, de a királyné nem tett említést arról, hogy Sárffy is vegyen részt a király felkutatásában és azonosításában. Sárffy azonban úgy döntött, hogy nemcsak a 12 katonát küldi, hanem ő maga is tevékenyen részt vesz a király agnoszkálásán. A felkutatásról írt Sárffy-jelentés korábbi hibás fordítását és datálását (1526. december 14.) Botlik Richárd történész tisztázta, és megállapította, hogy valójában 1526. október 19-én kelt az irat. „A napokban a királyné őfelsége elküldte hozzám Czettritz Ulrichot és más hű szolgáit egy levelével, melyben megparancsolta nekem, hogy Czettritznek, ki boldog emlékezetű legkegyelmesebb urunk, a király őfelsége holttestének felkeresésére indult, tizenkét lovast bocsássak rendelkezésére, és azokat vele arra a helyre elküldjem. Jóllehet ez a rendkívül fontos ügy Magyarország főuraira tartoznék, de azért én, ahogy köteles hűségem parancsolta, nem akartam őfelsége rendelkezésére csupán házam népét és szolgáimat bocsátani, hanem magam személyesen utaztam el Czettritz-cel e feladat teljesítésére.” A jelentésből tehát az is kiderül, hogy a mohácsi csatából Pozsonyba menekült főurak és főméltóságok közül (úgymint Brodarics István szerémi-, és Szalaházy Tamás veszprémi püspök, Tahy János vránai perjel, Báthory István nádor, Batthyány Ferenc bán, Horváth Gáspár királyi étekfogómester, Báthory György királyi lovászmester, Thurzó Elek kincstartó, Majláth István királyi sáfár) senki sem tartott az agnoszkálókkal, így II. Lajos király azonosítását rangon aluli nemesek végezték. Mire a király agnoszkálására sor került, már – a jelentés leírása szerint – egy seb nélküli, „romlatlan” holttestet kellett Czettritz-nek találnia, és Székesfehérvárra szállítania ahhoz, hogy Cseh- és Magyarországon a rendek botrány nélkül új királyt választhassanak. Czettritzen kívül senki sem ismerte személyesen II. Lajost azok közül, akik a király holttestének azonosítását végezték. A győri vár katonai elöljárója, Sárffy Ferenc pedig csak egyszer, futólag találkozott II. Lajossal, ezért nem tudhatott a király azonosításához szükséges „jegyek” létezéséről sem. „Legyen róla meggyőződve főtisztelendő uraságod, hogy mindaz, amit Czettritz annak idején a király haláláról elmondott, a színigazság volt. Mert mikor ahhoz a helyhez közeledtünk, s még oda sem értünk, már Czettritz ujjával mutatta meg azt a helyet. Odasiettünk, s megláttuk egy ló tetemét a mocsárban, s mert Czettritz azt hitte, hogy a királyi felség holtteste is ott van, nem törődve a mocsárral, beugrott az iszapba, s ez alatt kereste a királyi hullát kísérőivel együtt. De nem találta meg, hanem csak a király fegyvereire akadt itt rá. Erre egy kicsit továbbmentünk, találtunk egy élettelen testet, melyben felismertük őfelsége udvarmesterének, Trepkának hulláját. Ezután még sok holttestet vizsgáltunk meg, de őfelsége testét nem találtuk meg ezek között. Nem messze ettől a mocsártól végre egy friss sírdombot pillantottunk meg, s az alatt – mintegy isteni útmutatásra – a királyi felség elhantolt holttestét találtuk meg. […] Nem akarok hízelegni, de főtisztelendő uraságod kegyeskedjék elhinni nekem, hogy sohasem láttam emberi holttestet, mely ennyire épen megmaradt volna, ennyire ne lett volna undorító és ijesztő. Mert nem volt a felség testének legkisebb része sem feloszlóban, s egyetlen kicsiny, arany érme méretűt leszámítva, a legkisebb seb sem volt rajta.” Czettritz cseh lovag-kamarás az október közepén végzett agnoszkálás során már nem az eredeti közegben – a Csele-patakban, vagy valamilyen egyéb vizes közegben – nyugvó, hanem onnan korábban elmozdított, „friss sírdomb” alatt talált, 50 napja halott, és mindezek ellenére a Sárffy-jelentésben „romlatlannak” titulált férfi holttestét azonosította II. Lajos királyként.
A magyar történeti közgondolkodás azonban az orvosszakértők kutatási eredményét 2016-ban elutasította. Varga Szabolcs történész szerint II. Lajos romlatlannak vélt holttestének magyarázata a különleges terepviszony, amely – a történész állítása alapján – konzerválta a királyt. „Tolvaj és Nemes doktorok mindvégig a vízi hullák állapota felől közelítették meg a kérdést, ám Lajos esetében – úgy tűnik – nem egészen pontos ez a feltételezés, ami talán magyarázat lehet a tetem állapotára.” A történész arra következtetett, hogy II. Lajos voltaképpen nem vízbe esve lelte halálát, hanem iszapba, és ez a közeg „megszikkadva megóvhatta valamennyire a tetemet”, több héten át konzerválta a király testét, amely Varga állítása szerint így romlatlanul került elő. A Sárffy jelentés alapján Czettritz kamarás végül – „isteni útmutatásra” – egy friss sírdomb alatt találta meg II. Lajost. Botlik Richárd történész, dr. Nemes István és Tolvaj Balázs orvosszakértők a történészek által is közismert történeti források alapján állították, hogy a király hulláját ismeretlen személyek kiásták az eredeti közegből, megragadták, vonszolták, és egy frissnek mondott sírdomb alá rejtették. Ebben az esetben óhatatlanul oxigént kapott a holttest, amely ráadásul a rovarok és férgek ilyenkor megszokott aktivitása miatt gyors romlásnak indult. Sárffy jelentése szerint Czettritz nem használt ásót, hanem kezével kaparta le a földet a sírról, ami azt jelzi, hogy a testet nem túl mélyre hantolták. Ez a tényező tovább fokozhatta a holttest romlását. Kétséges tehát, hogy 1526 októberében valóban az augusztus végén balesetet szenvedett II. Lajos holttestét agnoszkálták.
Szerémi György Epistola de perdicione regni Hungarorum című munkájában idéz egy levelet, amelyben Tatai Miklós (udvari káplán) Epistola flebis (Siralmas levél) című írásában azzal vádolta Szapolyai György grófot, hogy ő gyilkolta meg a mohácsi csatából menekülő Lajos királyt a dunaszekcsői plébános házában. Tatai Miklós nevű udvari káplánról ez az egyetlen forrásunk, ráadásul az általa írt levél ugyanazzal a kézírással készült, mint Szerémi György tudósítása, így ezt az értesülést a történészek nem fogadják el hitelesnek. Azonban nem csak Szerémi György tudósítása az egyetlen olyan forrás, amely II. Lajos király meggyilkolásáról szól. Egyes történeti források arra utalnak, hogy a magyar- és cseh királyt szándékosan ölték meg. A tudatosan irányított lovas „baleset” egyik lenyomata egy prominens cseh úr jelentése. A királypárti Jindřich Rožmberk Prágából, 1526. szeptember 17-én írott levelében olvasható, hogy Ulrich Czettritz, a király cseh lovag-kamarása ugyan II. Lajos hű embere, „bár ő is egyike volt azoknak, akik őfelségét belevezették a sárba.” Egy német orvos, Wolfgang Lazius is ezt örökítette meg, az Ausztria történetének tizedei című, 1548 körül keletkezett munkájában. „Így hát, miután a király seregét megfutamították és lekaszabolták, mindazok, akik be voltak avatva a gaztettbe, az összeesküvés kiötlőjével, [Szapolyai] János gróffal együtt elmenekültek, a királyt pedig, akit megfosztottak kíséretétől, miután az útról lovával véletlenül egy mély mocsárba csúszott, nehogy kikecmereghessen onnan, bár megsegíthették volna, sorsára hagyták. Sőt, az a hír járja, hogy [Szapolyai] János testvére, [György] amikor a király, mivel ő volt hozzá a legközelebb, segítséget kért tőle, és fejbólintással jelezte, hogy nyissa ki a sisakját, ezen tevékenység közben, amit a hűtlen szolga ura vesztére színleg cselekedett, még mélyebbre nyomva beletemette a sárba és az iszapba, hogy semmi esélye ne maradjon a túlélésre. Úgy határoztunk, hogy mi ezt sem megerősíteni, sem cáfolni nem fogjuk.” Egy másik prominens nemes úr, Szalánczy János szintén a II. Lajos király meggyilkolását tanúsítók táborához tartozik. A kérdéses tanúvallomás V. Radu havasalföldi vajda hű emberéhez, Szalánczy János nevéhez köthető, aki ezer szállal kapcsolódott többek közt Szapolyai vajda környezetéhez is. Szalánczy az ecsedi várban, 1553. december 22-én Martin Bondenarius bécsi prépostnak – a pápa nuncius küldöttének – tett tanúvallomást. Szalánczy ekként nyilatkozott: „én pedig atyáim birtokán születtem, Danócon, ahol Lajos királyt megölték.” Szalánczy egyértelmű tanúvallomását Kanász Viktor történész ekként értékelte: „válaszolhatott volna egyszerűen azzal, hogy Danócon született, de ő – kéretlenül, a szóban forgó veszteséghez érzelmileg cseppet sem kötődő, a kérdésben valószínűleg járatlan idegen előtt – kibővítette ezzel a téma szempontjából teljesen irreleváns adattal a vallomását pusztán azért, mert mindez fontos emlékként élhetett benne. […] 1553-as tanúvallomását vizsgálva megállapíthatjuk, hogy Szalánci tisztában lehetett a régió földrajzi viszonyaival, s mindenféle politikai vagy pénzügyi haszon reménye nélkül, őszintén, saját indíttatásból vallotta eskü alatt a nuncius embere előtt, hogy Danócon született, ahol II. Lajos királyt megölték.”
Holttestét Szapolyai János megkerestette és Székesfehérvárra vitette. Ugyanitt 1526. november 5-én Szapolyai Jánost hívei megválasztották Magyarország királyává. II. Lajos király földi maradványait öt nappal később, november 10-én temették el a székesfehérvári bazilikában.
Dr. Nemes István arc-, állcsont- és szájsebész szakorvos és dr. Tolvaj Balázs patológus, igazságügyi orvosszakértő az Orvosi Hetilap 2014/12. számában II. Lajos magyar király (1506–1526) holttestének megtalálása – Az 1926-ban írt igazságügyi orvosszakértői vélemény elemzése és újraértelmezése című tanulmányukban a király 1526. október 13/18. táján megtalált holttestének jó állapotával kapcsolatban fogalmaztak meg kétségeket. Írásukban úgy vélték, hogy a korabeli beszámolók alapján nem vehető bizonyosra, valóban II. Lajos mohácsi csata után feltehetően környékbeli jobbágyok által eltemetett teste került elő a fenti időpontban.

### Halálának politikai következményei

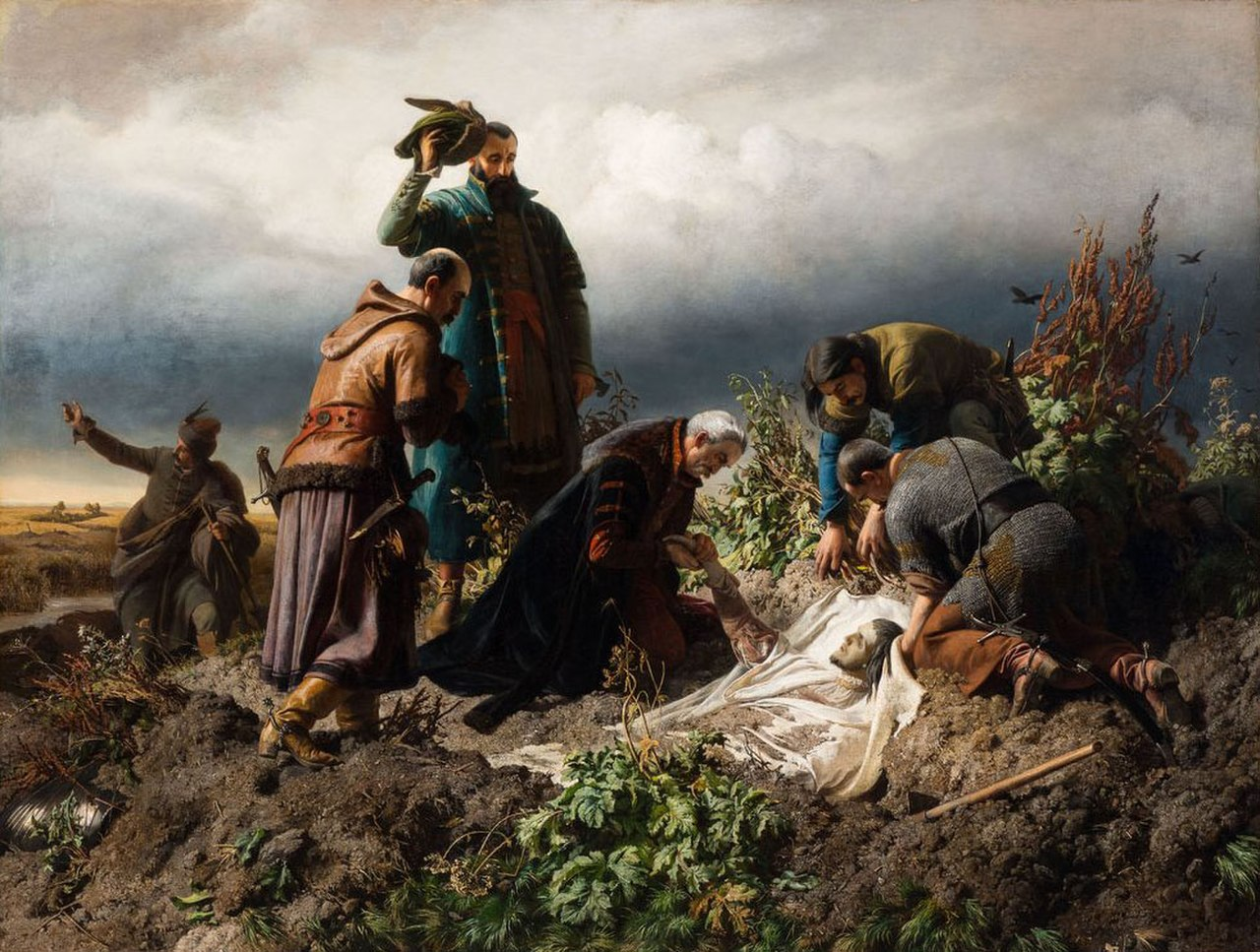
II. Lajos holttestének megtalálása Székely Bertalan festményén

A mohácsi csatában odaveszett Lajos király trónjának örököseként ketten is felléptek: Habsburg Ferdinánd osztrák főherceg (aki cseh királyként az utódja lett) és Szapolyai János erdélyi vajda. Néhány hónapon belül mindkettőjüket magyar királlyá koronázták, az őket támogató bárói csoportok és egyházi főméltóságok segítségével. De facto megszűnt a cseh-magyar perszonálunió.
A mohácsi csatát követő évtizedben a két király egymással harcolt a főhatalomért, Magyarország két részre szakadt. Ferdinándot bátyja, Károly császár támogatta, János király a török szultán segítségét vette igénybe. Szapolyai János halála után 1541-ben I. Szulejmán szultán elfoglalta Buda várát, és megkezdődött Magyarország három részre szakadása: nyugati részén a Habsburgok rendezkedtek be, középső részét a törökök néhány évvel később teljesen megszállták, és az Oszmán Birodalom tartományává tették (budai vilajet). A keleti területeken az Erdélyi Fejedelemség szerveződött meg, török hűbéresség alatt.

## Emlékezete

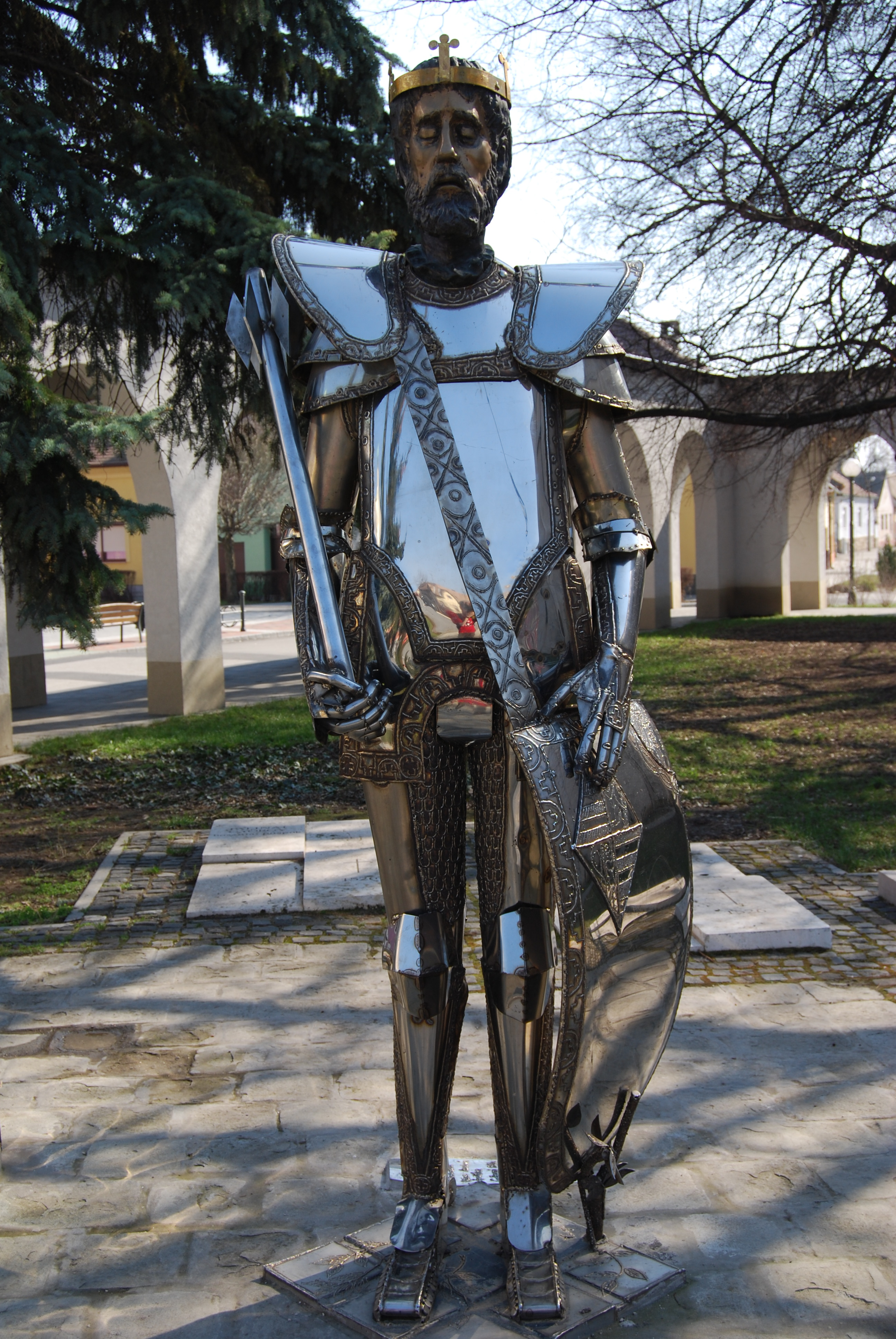
Szobra Mohácson

- Székely Bertalan: II. Lajos holttestének megtalálása című festménye, 1860.
- 1864-ben, avatták fel, a Mohácstól északra, az 56-os út és a Csele-patak kereszteződésénél álló emlékművet, mely a király halálának helyszínét hívatott jelezni.
- Alakja szerepel Krúdy Gyula: Mohács vagy két árva gyermek vergődése című, 1926-ban megjelent regényében.
- 1960-ban Háy Gyula: Mohács című tragédiájában dolgozta fel a király tragikus halálát.
- 1996-ban Háy Gyula színművét Mihályfi Imre adaptálta tévéfilmre, melyben a király szerepét Kamarás Iván alakította.
- 2004-ben Jancsó Miklós A mohácsi vész című filmjében örökítette meg a csatát. A filmben II. Lajost Scherer Péter alakította.
- 2006-ban avatták fel Mohácson, a Széchenyi téren, a II. Lajost ábrázoló szobrot, melyet Kiss András tervezett.
  - Gál Dorina: Aranyszív trilógia, Ventus Libro Kiadó, Bp. 2015-2016 [I. Aranyszív, II. Bíborszív, III. Márványszív] -- házassága regényes feldolgozása
  - Miklya Luzsányi Mónika: Mohács özvegye, Athenaeum Kiadó, Bp. 2023 -- házassága regényes feldolgozása

### Jagellók természetes ágon
A Jagelló-ház kihalását 1572-től számítják, amikor is II. Zsigmond Ágost lengyel király és litván nagyherceg, az utolsó Jagelló-házi király meghalt, holott az ő húga, Jagelló Anna királynéként még ült a lengyel trónon a férje, Báthory István erdélyi fejedelem és lengyel király mellett, és csak 1596-ban halt meg. Ugyanakkor II. Zsigmond Ágostnak volt egy természetes lánya, Jagelló Borbála (Barbara), ágyasától, Barbara Giźawkától, aki 1615-ben halt meg.
A „magyar” Jagellók viszont kérészéletűnek bizonyultak, hiszen egyedül II. Lajos királyunk született magyar földön, neki viszont a házasságából nem származott utódja. Nővére, Anna királyné gyermekei pedig már a Habsburg-házat erősítették. II. Lajosnak azonban egyes források szerint házassága előtt született egy fia édesanyja egyik volt komornájától, Wass Angelithától. Pozsonyi kamarai számadásokból kimutatható, hogy rendszeresen támogatta a bécsi udvar „II. Lajos természetes fiát”. A tételek között Wass Jánosként és Lanthos Jánosként egyaránt előfordul, utalva egyrészt az édesanya családnevére, másrészt „foglalkozására”. „János herceget”, ahogy önmagát címezte, sohasem törvényesítették, sem feltételezett apja életében, sem pedig később, így nem használhatta a Jagelló nevet. Létezése a Jagelló-ház továbbélését jelenti, hiszen népes családja maradt utána, egyik lánya húsz gyermeket szült. Wass (Jagelló) János Pozsonyban élt haláláig.

## Gyermekei
- Feleségétől, Habsburg Mária (1505–1558) osztrák főhercegnőtől, kasztíliai infánsnőtől, nem születtek gyermekei
- Ágyasától, Wass Angelitha (?–?) úrnőtől, Candale-i Anna királyné komornájától, 1 fiú:
  - János (1521 körül–1580 után),[36] akinek számos utóda született.